# Деталь (литература)
Художественная деталь  (фр. détail — часть, подробность) — выразительная подробность, с помощью которой создается художественный образ. Художественная деталь помогает читателю представить изображаемую автором картину, предмет или характер в неповторимой индивидуальности. Она может воспроизводить черты внешности, особенности одежды, обстановки, переживания или поступка. 
Деталь способна с помощью небольшого текстового объёма передать максимальное количество информации, с помощью детали одним или несколькими словами можно получить самое яркое представление о персонаже (его внешности или психологии), интерьере, обстановке. В отличие от подробности, которая действует всегда с другими подробностями, составляя полную и правдоподобную картину мира, деталь всегда самостоятельна. Среди писателей, которые мастерски использовали деталь, можно назвать А. Чехова и Н. Гоголя.
А. Чехов в рассказе «По делам службы» использует как деталь упоминание о новых калошах и закусках на столе, чтобы показать всю нелепость произошедшего самоубийства: «На полу, у самых ножек стола, лежало неподвижно длинное тело, покрытое белым. При слабом свете лампочки, кроме белого покрывала, ясно были видны ещё новые резиновые калоши». И тут же сказано, что самоубийца «покончил с жизнью как-то странно, за самоваром, разложив на столе закуски».
Образно говоря, каждое ружье детали должно выстрелить. Известный литературовед Ефим Добин утверждает, на примере использования деталей у А.Чехова, что деталь должна пройти жесткий отбор и должна быть помещена на передний план. Сам А.Чехов выступал за минимизацию подробностей, но за умелое использование небольшого количества деталей. При постановке пьес А.Чехов требовал соответствия мелочей в обстановке и одежде с деталями в своих произведениях. К. Г. Паустовский в своей новелле «Старик в станционном буфете» объясняет и размышляет о значении деталей (подробностей) в прозе. Чехов сказал: «Без детали вещь не живёт.»
По композиционной роли детали можно разделить на два основных вида: детали повествовательные (указывающие на движение, изменение картины, обстановки, характера) и детали описательные (изображающие, рисующие картину, обстановку, характер в данный момент). Деталь может возникать в тексте одноразово, а может повторяться для усиления эффекта, в зависимости от замысла автора. Детали могут касаться быта, пейзажа, портрета, интерьера, а также жеста, субъективной реакции, действия и речи.
В разные периоды истории литературы роль детали менялась: Гомер использовал подробные бытовые описания для воспроизведения картины реальности, реалисты же перешли к «говорящей» детали, такой, которая служила конкретной цели реалистичного изображения типичного человека в типичных обстоятельствах, а модернисты использовали нелогичные, контрастные, метафоричные детали, что позволило им ещё более сократить текст без ущерба для идеи.